# Cirrochroa mimicus
Cirrochroa mimicus är en fjärilsart som beskrevs av Rothschild. Cirrochroa mimicus ingår i släktet Cirrochroa och familjen praktfjärilar. Inga underarter finns listade i Catalogue of Life.